# Der Würfler
Der Würfler (orig. The Dice Man) ist ein Roman von George Cockcroft, der 1971 unter dem Pseudonym Luke Rhinehart veröffentlicht wurde.

## Inhalt
Das Buch erzählt in der Ich-Perspektive die Geschichte des Psychiaters Luke Rhinehart. Der 32-Jährige ist gelangweilt von seinem Leben als Familienvater und Therapeut und beginnt, Entscheidungen mithilfe eines Würfels zu treffen. Was als gelegentliche Auflockerung gedacht war, ergreift Besitz von Rhinehart, der schon nach kurzer Zeit alle Lebensentscheidungen dem Würfel überlässt.
Zunächst entscheidet er nur Dinge des Alltags wie die Behandlungsformen seiner Patienten oder die Organisation seines Privatlebens durch Würfeln. Im weiteren Handlungsverlauf entwickelt Rhinehart die Theorie, dass jeder Mensch eine Art "multiple Persönlichkeit" besitzt, die er mittels des Würfels entdecken und ausleben kann. Das Ergebnis dieser Überlegungen ist die so genannte Würfeltherapie. Rhinehart bricht in der Folge mit seinem beruflichen und privaten Leben und widmet sich völlig der Verbreitung seiner Theorie, wobei er seine Entscheidungen ausschließlich mithilfe des Würfels trifft.
Schnell entwickelt sich ein religionsartiger Kult um die Würfeltheorie als Lebenskonzept. Durch die gesellschaftlichen Auswirkungen wird Rhinehart zum Staatsfeind erklärt und ist nun ständig auf der Flucht. Das persönliche Schicksal Rhineharts bleibt offen. Die Handlung wird mit großem zeitlichen Abstand in den Büchern Adventures of Wim und Der Sohn des Würflers wieder aufgegriffen. In letzterem entwickelt sich der mittlerweile erwachsene Sohn des Würflers zum Verächter der anarchischen Würfellehre seines Vaters.

## Popkulturelle Referenzen
- Das Stück The Dice Man der englischen Rock-Band The Fall auf der LP Dragnet (1979).
- Der Song Random I Am der Band Millencolin erzählt von der Beeinflussung durch die Würfeltheorie.
- Aphex Twin hat den Namen The Dice Man vereinzelt als ein Alias benutzt.
- Die Discovery-Channel-Serie The Diceman (1997), in der die Protagonisten in einer Art Reality-TV-Format den Entscheidungen eines Würfels von Episode zu Episode folgten.[1]
- Die kanadisch-britische TV-Miniserie Dice (2001)[2] basiert auf der Würfeltheorie.
- Im Film Four Rooms nennt Quentin Tarantino in der letzten Episode den Hauptdarsteller „Diceman“, da dieser den Zufallsfaktor in einer Wette darstellt.
- Die Band Talk Talk ließ sich für ihren Song Such a Shame von The Dice Man inspirieren.[3]
- In der Episode Such Dir eine Inderin! (orig. The Wiggly Finger Catalyst) von 2011 der US-amerikanischen TV-Serie The Big Bang Theory will Sheldon seinen Geist von der Last alltäglicher Entscheidungen befreien, indem er diese würfelt.

## Textausgaben
auf dt. erschienen bei
- Ullstein Verlag 2001, ISBN 354824646X
- Mitteldeutscher Verlag 2009, ISBN 978-3-89812-632-8